# قاي سالم
قاي سالم (23 أغسطس 1984 بيفنه في إسرائيل - ) هو لاعب كرة قدم إسرائيلي في مركز حراسة المرمى. لعب مع مكابي نتانيا ونادي هبوعيل أم الفحم ونادي هبوعيل تل أبيب ونادي هبوعيل القدس وBeitar Tel Aviv Bat Yam F.C. ‏ وHapoel Marmorek F.C. ‏ وMaccabi Yavne F.C. ‏ وMaccabi Be'er Sheva F.C. ‏.

## وصلات خارجية
- قاي سالم على موقع قاعدة بيانات كرة القدم.إي يو (الإنجليزية)